# Hōjō Tsunetoki
Hōjō Tsunetoki est un nom japonais traditionnel ; le nom de famille (ou le nom d'école), Hōjō, précède donc le prénom (ou le nom d'artiste).
Hōjō Tsunetoki (北条 経時, 1224-17 mai 1246) est le quatrième shikken (1242-1246) du shogunat de Kamakura. Il est le fils de Hōjō Tokiuji et d'une ancienne épouse de Adachi Kagemori, frère ainé de Hōjō Tokiyori et petit-fils de Hōjō Yasutoki. Il règne de 1242 à 1246 et fonde le temple Kōmyō-ji à Zaimokuza. Il est enterré dans le temple.